# Shoninki
O Shōninki (正忍記, "escritura do verdadeiro Shinobi-jutsu") é uma obra a respeito da tradição ninja. É composta por três volumes: Shôninki Shokan (正忍記初巻), Shôninki Chûkan (忍記中巻) e Shôninki Gekan (正忍記下巻). Foi escrita no ano de 1681 por Natori Sanjūrō Masazumi (名取三十郎正澄), um detentor da tradição ninja da província japonesa de Kishū. A obra descreve os métodos e estratégias de espionagem Shinobi da tradição Natori Ryû (名取流), a qual acredita-se que seja uma ramificação de Kusunoki Ryû (楠流), razão por que é também classificada como Shin Kusunoki Ryû (新楠流, lit. novo Kunosoki Ryû). Na obra também é usado o nome Tô Ryû (当流) ou Tô Ryû (當流), que pode ser interpretado como "nossa corrente" ou "estilo autêntico".

## Contexto
A obra pode ser considerada um manual que resume as técnicas utilizadas pelos agentes de espionagem ninja da tradição de Kishu Ryû. Acredita-se que os membros de clã pertenciam a uma das linhagens principal de Iga Ryû, que foram obrigados a escapar da batalha de 天正伊賀の乱 Tenshô Iga no Ran, uma invasão causada pelo 大名 Daimyô (Senhor feudal) 織田 信長 Oda Nobunaga.
Em síntese, de 1579 a 1581 houve tentativas de invadir e dominar a região de 伊賀 Iga (atual prefeitura 三重 Mie, considerada a terra natal dos ninja), uma região sem muita importância mas na qual a reputação dos habitantes era respeitada. À primeira tentativa, que na verdade foi uma rebelião dos ninja de Iga, abateu as forças de 織田信雄 Oda Nobuo (filho de Nobunaga), que havia ordenado um retentor de seu pai, 滝川 一益 Kakigawa Kazumasu, como 普請奉行 Fushin Bugyô (oficial de construção) para reconstruir o castelo 円山 Maruyama abandonado pelo 北畠具教 Kitabatake Tomonori1, com o intuito de formar uma base para futuro domínio. Com a humilhação da derrota, Oda Nobuo então decidiu que invadiria Iga e se vingaria. Seu plano consistia em usar 12 mil homens para atacar as três melhores passagens, mas os ninja de Iga haviam coletado informações antecipadas e por isto facilmente evitaram o ataque e derrotaram o exército de Nobuo.
Mesmo com o descontentamento da atitude precipitada de seu filho, o experiente Daimyô 織田信長 Oda Nobunaga não podia deixar de limpar seu nome e por isto acredita-se que ele próprio conduziu um ataque com 40 mil soldados, divididos em tropas, simultaneamente por seis caminhos diferentes indicados por um nativo do vilarejo de 柘植 Tsuge chamado 福地伊予 Fukuchi Iyo. Essa ação não pôde ser contida pelos habitantes, que tiveram suas famílias massacradas e os remanescentes foram obrigados a escapar para outras regiões.

## Estrutura da obra

### Primeiro volume: Shôninki Shokan
- Aprendendo sobre atividades furtivas
- Aprendendo sobre as trilhas desconhecidas da montanha
- Assunto sobre jornada noturna
- Aprender a penetrar em casas proibidas
- Os ensinamentos dos lobos e raposas
- Os ensinamentos do gado e cavalos
- Aprendizados sobre coletar informacões em templos e santuários
- Discussão sobre mudanças de aparência
- Aprendendo o momento para se infiltrar nas tropas inimigas
- Ensinamentos das aves aquáticas
- Assunto sobre a hora para a infiltração
- Os ensinamentos dos quadrúpedes
- Assuntos sobre dois Shinobi trabalhando juntos
- Assunto sobre três Shinobi trabalhando juntos

### Segundo volume: Shôninki Chûkan
- Aprendizados sobre as mudanças da terra e do céu
- Aprendendo sobre transpor lugares elevados e profundos
- Assunto sobre mudar a perspectiva ao espionar
- Assunto sobre proteger-se do inimigo
- Amuletos e fórmulas secretas de proteção contra agentes
- Importância da sombra das árvores
- Aprendendo sobre maneiras de distração
- Assunto sobre saber a verdadeira intenção
- Assunto sobre reconhecer o carácter de um indivíduo
- Assunto sobre as três zonas do corpo
- Assunto sobre as linhas das mãos

### Terceiro volume: Shôninki Gekan
- Tradição secreta completa
- Uma barreira sem portão
- Aprendendo a não destruir a pessoa
- Assunto sobre a fisionomia
- Assunto sobre a diferença entre razão e inteligência
- Assunto sobre enfrentar a razão e controlar a mente
- Falar sem plano (Improvisando)
- O caminho para transcender a habilidades
- Conclusão